# José Serrato
José Serrato, né le 30 septembre 1868 à Montevideo et mort en 1960, est un économiste, ingénieur et homme d'État uruguayen.
Il est le président de l’Uruguay du 1er mars 1923 au 1er mars 1927.

## Biographie
Membre du Parti Colorado, il est député dans les années 1900 et ministre des Finances de l'Uruguay (1904-1906), de l'Intérieur (1911) et des Affaires Étrangères (1934 et 1945).